# Iseilema hubbardii
Iseilema hubbardii là một loài thực vật có hoa trong họ Hòa thảo. Loài này được Uppuluri mô tả khoa học đầu tiên năm 1969.